# Patri
Patri là một chi nhện trong họ Oonopidae.